# 喜歡，喜歡，喜歡。/唯有你
《喜歡，喜歡，喜歡。/唯有你》（日语：好きで、好きで、好きで。/あなただけが）為日本歌手倖田來未於2010年9月22日發行的48th單曲。為2010第3張單曲。

## 解說
- 本作為2A單曲，與上張2A《Alive/Physical thing》相隔約一年，距上張單曲約2個月的情歌單曲。

- 本單曲的B面曲「walk 〜to the future〜」為首張專輯《affection》收錄曲「walk」的十周年重新錄唱版，重新編曲詮釋。[1]。

- 自《Chase》後再次與同唱片公司的所屬藝人濱崎步於同日發行單曲。

- 再次嘗試連續式音樂錄影帶，將3首歌曲串成一部戀愛物語。

- 本次網站標題為「一生中，人們都會談一場難以忘懷的戀情。」

## 發行版本
- CD ONLY
- CD+DVD

※台灣僅發行此版本

- 姻緣守護版（CD+護身符（和式/心型））

## 曲目

### CD
1. 喜歡，喜歡，喜歡。（好きで、好きで、好きで。）
作詞：倖田來未　作曲：杉山勝彦　編曲：井上慎二郎
描寫一心一意愛著對方，那份無以排解的純粹愛意。　
  - Kracie「いち髪」電視廣告曲， music.jp電視廣告曲。
2. 唯有你（あなただけが）
作詞：倖田來未　作曲：MARKIE　SiZK（ from ★STAR GUiTAR） 編曲：SiZK
唱出那些總是與愛人擦身而過的日子，以及無法忘掉對方的心情。
  - NHKドラマ10「セカンドバージン」主題曲。
3. walk ～to the future～
作詞：倖田來未　作曲：菊池一仁　編曲：山口寛雄
描寫相信自己的道路堅定向前行的著名抒情曲「walk」以全新編曲再次重新詮釋。

### DVD
1. 喜歡，喜歡，喜歡。 （Music Video）
2. 唯有你 （Music Video）
3. walk ～to the future～ （Music Video）
4. Making Video  【初回限定 Bonus Video】

## 連結
- 官方网站 （日本官網）

## 資料來源
1. ↑  . 2010-08-02  [2010-09-16]. （原始内容存档于2010-09-28）.